# Love Actually
Love Actually és una comèdia romàntica estrenada el 2003 que narra les històries creuades d'un grup de britànics que mostren diferents cares de l'amor abans de Nadal. Tots els protagonistes estan relacionats d'una manera o una altra, però les narracions són independents i es mostren a l'espectador en fragments que progressen segons s'acosta el 24 de desembre. La pel·lícula és dirigida per Richard Curtis i va ser un èxit de públic. Hi surten personatges com Rowan Atkinson o Claudia Schiffer fent cameos. Ha estat doblada en català.

## Argument

### La història del rocker
En Billy Mack és un vell cantant de rock que intenta ressuscitar la seva carrera fent una versió nadalenca i irreverent de la cançó Love is all around (L'amor està per tot arreu), prometent que la interpretarà nu per Nadal si arriba al número 1 dels èxits musicals. L'acompanya en el seu intent el seu mànager i amic Joe, el qual intenta animar-lo però també limitar els seus excessos. Quan aconsegueix la seva fita i torna l'èxit popular, rebutja una festa amb famosos per celebrar la data amb el mànager. El videoclip de la cançó el van veient els altres personatges mentre es desenvolupen les altres històries.

### La història del casament
La Juliet es casa amb el seu amor, en Peter, i el millor amic del nuvi, en Mark, filma la cerimònia i els regala un concert a l'església. Ell, però, està secretament enamorat de la Juliet, fet que amaga per respecte a en Peter, però que ella descobreix en veure el vídeo. En Mark va a casa de la nova parella i fa sortir a la porta la Juliet fent veure que és un nen cantant una nadala, mentre se li declara amb uns cartells. Ella, emocionada, li fa un petó i torna amb el seu marit mentre en Mark s'allunya alleujat. Finalment, els 3 marxen de vacances i l'espectador pot entreveure que potser hi ha alguna cosa més que amistat entre la Juliet i en Mark.

### La història internacional
Un dels amics de la parella és en Jamie, que assisteix a la cerimònia sol perquè la seva dona es troba malament. Quan torna abans del banquet per veure com es troba, descobreix que li és infidel amb el seu propi germà. Destrossat, es retira a un poblet francès de la Provença per escriure en una casa rural. Contracta l'Aurelia per fer la neteja, una noia portuguesa que viu a Marsella i no parla anglès ni francès. Malgrat la incomunicació total entre ells, senten que s'enamoren i quan ell torna a la ciutat decideix aprendre portuguès. Posteriorment, torna a Marsella a buscar-la i se li declara davant de tota la família al restaurant on fa de cambrera, demanant-li en matrimoni després d'un petit malentès amb la seva germana. L'Aurelia hi accepta i demostra que també havia après anglès per poder parlar-li en el futur.

### La parella de mitjana edat
Al casament també estan convidats la Karen i en Harry, un matrimoni de mitjana edat d'intel·lectuals. Ell no assumeix la rutina de la seva vida i té una relació amb una companya de feina molt provocativa, la Mia, a qui regala un collaret per Nadal. La Karen descobreix el regal i creu que és per ella, però quan la nit de Nadal obre el seu regal veu que és un CD de Joni Mitchell i veu que el seu marit li és infidel. El dia de la funció de nadal dels seus fills la Karen li pregunta a en Harry què faria ell si estigués en la seva situació i ell s'adona del ridícul que ha fet. La Karen l'acusa plorant, per després controlar-se davant els seus fills i decideix seguir amb el seu marit per ells.

### La relació interclasse
El germà de la Karen, en David, ha estat escollit recentment primer ministre i a l'arribada a la seva nova residència coneix una treballadora, la Natalie, i sorgeix immediatament l'atracció entre ells. Gràcies a ella té el valor de plantar cara al president dels Estats Units; tanmateix, pensa que la relació és inconvenient i l'envia a una altra feina. Per Nadal rep una felicitació de la noia declarant-li el seu amor, així que decideix anar a buscar-la a casa seva per dir-li que ell també sent el mateix. Se la troba sortint de casa amb tota la família per anar a la funció escolar, a la qual assisteixen i el públic descobreix el seu amor entre aplaudiments.

### La pèrdua i el primer amor
El millor amic de la Karen, en Daniel, acaba de perdre la seva esposa després d'una malaltia i ha quedat al càrrec del fill petit que ella tenia. Incapaç de refer la seva vida, veu impotent com també el noi està deprimit i ell no pot ajudar-lo. Un dia el nen, en Sam, li confessa que el seu estat es deu al primer amor, una nena que marxarà prompte a Amèrica. Junts planegen l'apropament durant la funció nadalenca, on ella canta i ell toca la bateria. Després de la representació, en Daniel troba una dona que l'atreu. El temps on es queda mirant-la fa que perdin l'oportunitat de seguir el pla d'apropament a la noieta, que ja marxa amb la família. En Sam i el seu pare adoptiu persegueixen el cotxe de la nena fins a l'aeroport, on ell escapa dels controls de seguretat per aconseguir un petó de comiat de la seva amiga.

### L'amor fraternal
Amb en Harry treballa la Sarah, amiga de la Juliet. Fa anys que està enamorada d'un company de feina fins que reuneix el valor d'apropar-se-li. Ell accepta anar a casa però no poden consumar la relació per les interrupcions telefòniques constants del germà de la Sarah, que pateix una malaltia mental. El seu xicot li demana que no contesti però ella no li fa cas i posa així fi a la seva efímera relació.

### El desig de conquesta
A l'oficina treballa també en Colin al més baix nivell, el qual protagonitza una de les històries humorístiques de la parella. Decideix deixar la feina i el pis per emigrar als Estats Units i allà tenir sexe amb moltes noies, a les quals pensa encegar amb el seu accent britànic. El seu amic Tony intenta convèncer-lo que no ho faci, però en Colin no cedeix i efectivament aconsegueix tornar a casa amb tres joves molt maques que volen estar amb ell. La xicota americana d'en Colin serà una noia molt atractiva (encarnada per l'actriu Shannon Elizabeth).

### L'amor i el sexe
En Tony treballa com a càmera i en una pel·lícula eròtica es coneixen dos extres, en John i la Judy, persones molt tímides que van xerrant mentre simulen escenes sexuals, en un contrast que accentua el vessant còmic de la història anterior, també jugant amb el sexe. Els dos extres acaben sortint junts perquè per fi han trobat una persona amb qui parlar de les seves coses.

## Repartiment[4]
- Alan Rickman: Harry
- Emma Thompson: Karen
- Hugh Grant: David
- Keira Knightley: Juliet
- Colin Firth: Jamie
- Lúcia Moniz: Aurelia
- Liam Neeson: Daniel
- Thomas Sangster: Sam
- Bill Nighy: Billy Mack
- Gregor Fisher: Joe
- Martine McCutcheon: Natalie
- Chiwetel Ejiofor: Peter
- Andrew Lincoln: Mark
- Laura Linney: Sarah
- Kris Marshall: Colin
- Abdul Salis: Tony
- Martin Freeman: John
- Joanna Page: Judy

## Premis i nominacions

### Premis
- 2004. BAFTA al millor actor secundari per Bill Nighy

### Nominacions
- 2004. Globus d'Or a la millor pel·lícula musical o còmica
- 2004. Globus d'Or al millor guió per Richard Curtis
- 2004. BAFTA a la millor pel·lícula britànica
- 2004. BAFTA a la millor actriu secundària per Emma Thompson